# Hugh Dane
Hugh Dane (21 de outubro de 1942 — 16 de maio de 2018) foi um ator estadunidense. Ele ficou mais conhecido por interpretar o segurança Hank no seriado de televisão The Office de 2005 a 2013.

## Carreira
A carreira profissional de Dane começou no jogo eletrônico It Came from the Desert de 1989, antes aceitar seu primeiro papel na televisão em um episódio de duas partes de Hunter. Em 1991, fez seu primeiro personagem no cinema como um agente penitenciário no thriller policial Ricochet. Nos anos seguintes, ele realizou pequenas aparições em séries populares, como The Fresh Prince of Bel-Air, Boy Meets World, Martin, Friends, Sister, Sister, Monk e Girl Meets World.
Dane recebeu maior reconhecimento por sua atuação como Hank, o chefe de segurança da filial da Dunder Mifflin, na série de comédia The Office. Ele também desempenhou o papel de um juiz em Wet Hot American Summer: First Day of Camp, da Netflix.

## Morte
Dane morreu em 16 de maio de 2018, aos 75 anos, de câncer de pâncreas. Nas redes sociais, diversos colegas lamentaram sua morte, incluindo Steve Carell, Rainn Wilson e Mindy Kaling